# Dureil
Dureil is een gemeente in het Franse departement Sarthe (regio Pays de la Loire) en telt 68 inwoners (2009). De plaats maakt deel uit van het arrondissement La Flèche.

## Geografie
De oppervlakte van Dureil bedraagt 7,7 km², de bevolkingsdichtheid is dus 8,8 inwoners per km².

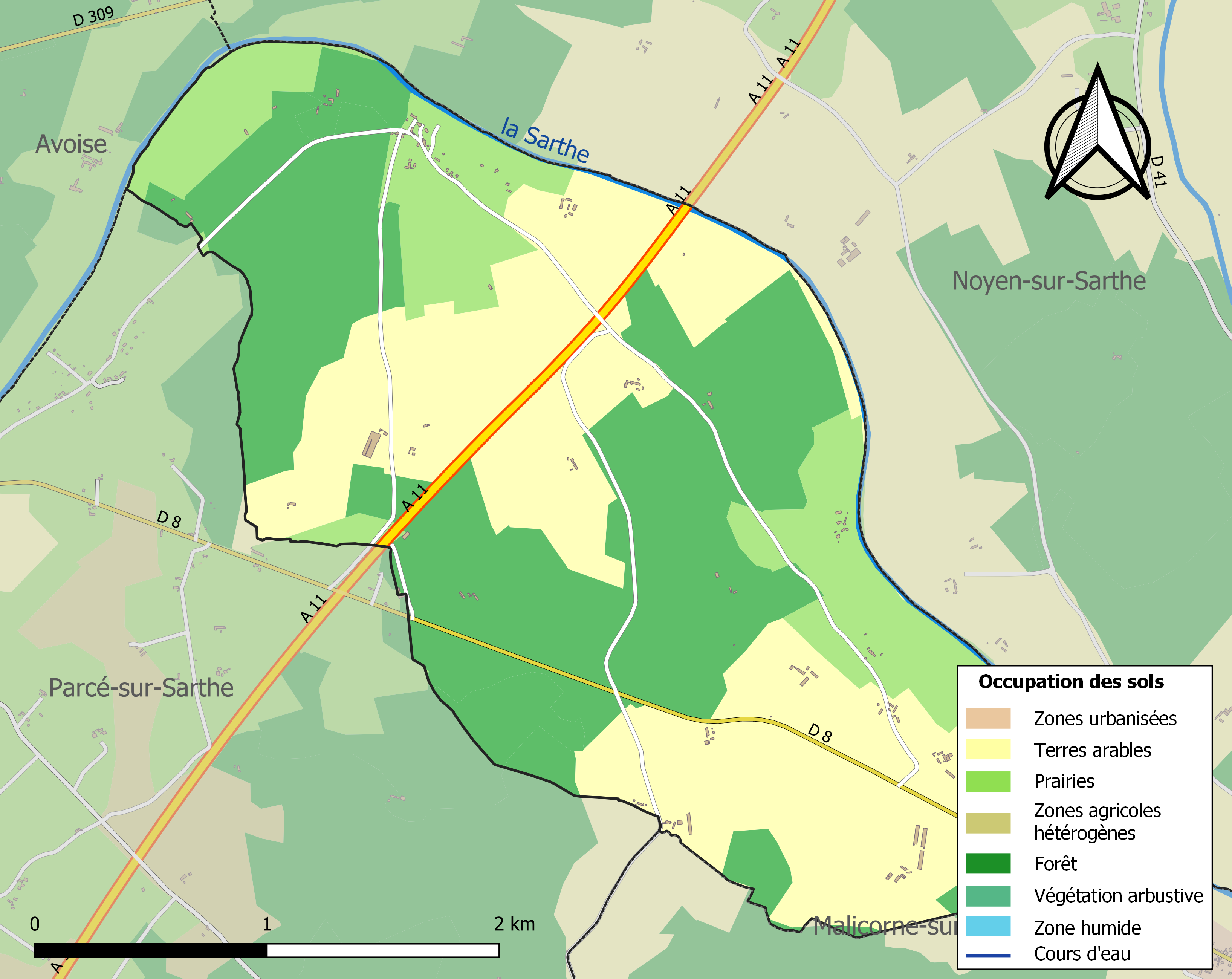
Kaart van de gemeente met de belangrijkste infrastructuur, bodemgebruik en omliggende gemeenten

## Demografie
Onderstaande figuur toont het verloop van het inwonertal (bron: INSEE-tellingen).

1. ↑  Populations de référence 2022.